# AREX-sakura
『AREX-sakura』は、 AREX-destinyがリリースしたアルバムのタイトルである。

## 解説
笠浩二が『AREX-destiny』名義でリリースしたアルバム。
6曲目の『展覧会の絵』はC-C-B時代の楽曲のアコースティックカバーバージョン。

## 収録曲
| 全作曲: 笠浩二。 |                                   |          |            |
| #                | タイトル                          | 作詞     | 作曲・編曲 |
| 1.               | 「It’s All Right」                | 笠浩二   | 笠浩二     |
| 2.               | 「唯心 -New Version-」            | 笠浩二   | 笠浩二     |
| 3.               | 「SQUALL -New Version-」          | 笠浩二   | 笠浩二     |
| 4.               | 「幾億の恋」                      | 笠浩二   | 笠浩二     |
| 5.               | 「ナミダも消えて」                | 笠浩二   | 笠浩二     |
| 6.               | 「展覧会の絵 -Acoustic Version-」 | 川村真澄 | 笠浩二     |

## 楽曲解説
1. It’s All Right
2. 唯心 -New Version-
  - シングル『YUISHIN』のアルバム・バージョン。
3. SQUALL -New Version-
  - シングル『Squall』のアルバム・バージョン。
4. 幾億の恋
5. ナミダも消えて
6. 展覧会の絵 -Acoustic Version-
  - シングル『展覧会の絵』のアコースティック・バージョン。